# Limenandra
Limenandra Haefelfinger & Stamm, 1958 è un genere di molluschi nudibranchi della famiglia Aeolidiidae.

## Tassonomia
Comprende le seguenti specie:
- Limenandra barnosii Carmona, Pola, Gosliner & Cervera, 2014
- Limenandra confusa Carmona, Pola, Gosliner & Cervera, 2014
- Limenandra fusiformis (Baba, 1949)
- Limenandra nodosa Haefelfinger & Stamm, 1958 - specie tipo
- Limenandra rosanae Carmona, Pola, Gosliner & Cervera, 2014